# جاي راين
جاي بنيان والمعروف باسم جاي ريان (بالإنجليزية: Jay Ryan)‏ هو ممثل نيوزيلندي من مواليد 29 أغسطس 1981. عرف بأدواره في عدد من المسلسلات منها «جاك سكالي» في المسلسل الاسترالي مسلسل جيران، وكيفن في المسلسل الكوميدي-الدرامي «غو غيرلز» وفنسنت كيلر في المسلسل التلفزيوني الأميريكي الجميلة والوحش.

## سيرة
تحت اسم ولادته «جاي بنيان» ظهر بدور غلين في «قراصنة سكاليواج» (2000)، وأدى دور ثانوي في مسلسل «زينا: الأميرة المحاربة'». وعرف بجاك سكالي لدوره في المسلسل الأسترالي «جيران» أوخر عام 2002 حتى كانون الثاني/يناير 2005. يقال أنه رفض دور رئيسي في فِلم حركة كندي ليؤدي دوره في المسلسل. عدنما قام رايان بتجارب أداء لأحد الأدوار أقترح عليه تغيير اسمه، كون نطق بنيان كان قريب من بونين أي وكعة باللغة الإنجليزية.[بحاجة لمصدر] من 2007 حتى 2009، أدى رايان دور دور البحّار ويليام «بيلي» ويب والمعروف أيضًا باسم سبايدر أو العنكبوت، في المسلسل الأسترالي الجماهيري سي بترول.
من خلف المسرح شارك رايان المنصة مع أمثال جون كليز، وجال دوليًا مع ذا باكير، وشهد له عرض منفرد من كتابة نيوين والمؤلفة المسرحية ديانا فويمانا.
من العام 2009 حتى 2012، رايان أدى دور كيفن المسلسل الكوميدي-الدرامي النيوزيلندي غو غيرلز. في 2011 شارك في المسلسل الأسترالي أوفسبرينغ، كما شارك في مسلسل الخيال العلمي تيرا نوفا، بدور قاتل ولأجل هذا الدور استخدم اللكنة الأميريكية.
في عام 2012 كان لرايان دور رئيسي في مسلسل شبكة سي دبليو التلفزيونية، الجميلة والوحش، الذي أطلقته الشبكة رسميًا في مايو 2012 بنيويورك.

## حياته الشخصية
إستقبل ريان في 31 من عمره بعد عامين من مواعدته مع الكاتبة ديانا فويمانا في مارس 2013، أول طفلة لهم واسموها إيف.

## فيلموغرافيا

### أفلام
| السنة | اسم العمل    | الدور  | ملاحظات      |
| ----- | ------------ | ------ | ------------ |
| 2002  | سوبرلايف     | دنيس   | فِلم تلفزيوني |
| 2003  | يو ويش!      | تشارلز | فِلم تلفزيوني |
| 2008  | موكينغبيرد   | جويل   | فِلم قصير     |
| 2008  | بليديرز      | فين    | فِلم قصير     |
| 2009  | فرانسوا شارل | سوني   | فِلم قصير     |
| 2010  | لو           | كوزمو  |              |

### تلفزيون
| السنة       | اسم العمل              | الدور            | ملاحظات |
| ----------- | ---------------------- | ---------------- | --- |
| 1998        | يونغ هرقل              | كاديت            | ضيف في الحلقة الأولى                                                                                            |
| 1999        | زينا: الأميرة المحاربة | زورتيس           | ضيف في الحلقة الأولى                                                                                            |
| 2002        | ذا تريب                |                  | دور متقطع - ظهر في حلقتين                                                                                       |
| 2002        | بينغ إيفا              | سام هوبر         | 13 حلقة في الموسم الثاني                                                                                        |
| 2002-2005   | جيران                  | جاك سكالي        | دور رئيسي: 13 نوفمبر، 2002 حتى 11 يناير، 2005 - 176 حلقة. رشح لجائزة لوجي فئة الموهبة الجديدة الأكثر شعبية ذكور |
| 2005        | إستجواب                | عميد شرطة سالمون | دور متقطع - 3 حلقات                                                                                             |
| 2007-2009   | سي باترول              | بحار بيلي        | (3 مواسم) 39 حلقة                                                                                               |
| 2009-2012   | غو غيرلز               | كيفن             | (4 مواسم) 46 حلقة                                                                                               |
| 2010        | أسطورة الباحث          | اليستر           | ضيف في الحلقة الأولى                                                                                            |
| 2011        | أوفسبرينغ              | فريزر كينغ       | 6 حلقات |
| 2011        | تيرا نوفا              | كوران            | 3 حلقات |
| 2012 - للآن | الجميلة والوحش         | فينسينت كيلر     | دور رئيسي |
| 2013        | توب أوف ذا ليك         | مارك ميتشام      | 6 حلقات |

## الجوائز
| السنة | الجائزة                                                               | العمل          | النتيجة |
| ----- | --------------------------------------------------------------------- | -------------- | ------- |
| 2003  | جائزة لوجي - أكثر الموهوبين الذكور الصاعدين شعبية                     | جيران          | ترشيح   |
| 2014  | جائزة الإنصاف - الأداء المتميز من قبل فرقة مسلسل قصير أو فِلم تلفزيوني | توب أوف ذا ليك | فوز     |

## روابط خارجية
- جاي راين على موقع IMDb (الإنجليزية)
- جاي راين على موقع ألو سيني (الفرنسية)
- جاي راين على موقع أول موفي (الإنجليزية)
- جاي راين على موقع قاعدة بيانات الفيلم (الإنجليزية)
- جاي راين على موقع كينوبويسك (الروسية)